# Ali Bezzaa
 (mai 2021).
 (mai 2021).
La mise en forme du texte ne suit pas les recommandations de Wikipédia : il faut le « wikifier ».
Les points d'amélioration suivants sont les cas les plus fréquents :
- Les titres sont pré-formatés par le logiciel. Ils ne sont ni en capitales, ni en gras.
- Le texte ne doit pas être écrit en capitales (les noms de famille non plus), ni en gras, ni en italique, ni en « petit »…
- Le gras n'est utilisé que pour surligner le titre de l'article dans l'introduction, une seule fois.
- L'italique est rarement utilisé : mots en langue étrangère, titres d'œuvres, noms de bateaux, etc.
- Les citations ne sont pas en italique mais en corps de texte normal. Elles sont entourées par des guillemets français : « et ».
- Les listes à puces sont à éviter, des paragraphes rédigés étant largement préférés. Les tableaux sont à réserver à la présentation de données structurées (résultats, etc.).
- Les appels de note de bas de page (petits chiffres en exposant, introduits par l'outil «  Source ») sont à placer entre la fin de phrase et le point final[comme ça].
- Les liens internes (vers d'autres articles de Wikipédia) sont à choisir avec parcimonie. Créez des liens vers des articles approfondissant le sujet. Les termes génériques sans rapport avec le sujet sont à éviter, ainsi que les répétitions de liens vers un même terme.
- Les liens externes sont à placer uniquement dans une section « Liens externes », à la fin de l'article. Ces liens sont à choisir avec parcimonie suivant les règles définies. Si un lien sert de source à l'article, son insertion dans le texte est à faire par les notes de bas de page.
- La présentation des références doit suivre les conventions bibliographiques. Il est recommandé d'utiliser les modèles {{Ouvrage}}, {{Chapitre}}, {{Article}}, {{Lien web}} et/ou {{Bibliographie}}. Le mode d'édition visuel peut mettre en forme automatiquement les références.
- Insérer une infobox (cadre d'informations à droite) n'est pas obligatoire pour parachever la mise en page.

Pour une aide détaillée, merci de consulter Aide:Wikification.
Si vous pensez que ces points ont été résolus, vous pouvez retirer ce bandeau et améliorer la mise en forme d'un autre article.
Le Commandant Ali Bezzaa (en arabe علي بالزاع) est un officier supérieur de l´armée royale marocaine d'origine berbère (Zemmour) né le 29 décembre 1942 à Khémisset et mort au combat le 22 octobre 1981 lors de la bataille de Gueltat Zemmour.  

## Biographie
Ali Bezzaa est né en 1942, un zemmouri issu de la tribu des Ait Abbou, originaire de la ville de Khémisset, il a grandi au sein d´une famille de classe moyenne à Meknès, il fréquente le lycée Moulay Ismail, une de ses disciplines sportives est le saut en hauteur dans lequel il est champion (championnat scolaire) du Maroc. 
Il commence des études comme élève officier supérieur à l’Académie royale militaire de Meknès en 1961, 3 ans plus tard il est promu sous-lieutenant. En 1964 il intègre alors le groupement léger de sécurité puis l'École militaire de Dar El Beida située à Meknès comme instructeur, où il fait la connaissance de sa future épouse Fatima Ouchettine qui à l'époque prépare son diplôme à l'École d'infirmière. En 1969 il est muté de l'Arm à la 1 BLS (Brigade Légère de Sécurité) à Rabat.
À partir de 1972 il est désigné pour suivre la formation de défense contre les blindés en Allemagne à la caserne Zieten (de), école des unités blindées (Panzertruppenschulem niedersächsischen in Munster)  de la Bundeswehr qui se trouve à Munster en Basse-Saxe et  Panzerjägerbataillon 114 à Neunburg vorm Wald à son retour au Maroc en 1973, il est promu au grade de Capitaine.  
En 1976, il est de nouveau désigné pour suivre le stage de l'École d'état-major et prend le commandement du 6e RIM. L'année suivante alors muté au 3e RIM, il va participer avec son unité aux opérations de maintien de l'ordre dans les Provinces Sahariennes récupérées.
Deux ans plus tard, il est promu au grade de Commandant au 10e RIM d' infanterie motorisée, et fait mouvement avec son unité au Zaïre où il participera à la guerre comme Commandant des forces inter africaines modérées à Likasi.
À la suite de sa participation à la Deuxième guerre du Shaba dans la bataille de Kolwezi, il est décoré en 6 juin 1978 par Mobutu Sese Seko de la médaille de la Croix militaire avec la palme et la barrette. 
À son retour au Maroc le 4 septembre 1979, il se voit remettre l’ordre Ouissam de la campagne du Zaïre par le Roi Hassan II à la suite de sa mission au Zaïre,.
Le Commandant Bezzaa prend de nouveau le commandement du 3e RIM et s'implique dans la guerre du Sahara occidental contre le Polisario.
En 1981, il est à Smara afin de superviser une extension de la ligne de défense de Smara vers Bou Craa. Le Commandant Ali Bezzaa est mort au champ d'honneur le 22 octobre 1981 au combat à Oum Ghreid, une zone parsemée de dunes de sable à environ 10 km au Nord-Ouest de Gueltat Zemmour, sur la route reliant Gueltat Zemmour à Bou Craa, lors de la contre-attaque des FAR contre le Polisario à Gueltat Zemmour.
Le 3e RIM est installé dans cette zone après avoir délogé l'ennemi des hauteurs de Gueltat Zemmour, le 6e RIM prend les hauteurs tandis que l'ennemi en quittant les hauteurs par Icherguane donnant sur le territoire mauritanien est venu prendre position au pied de la montagne d'où il effectue sur le 3e RIM des harcèlements tous les après-midis, la riposte est impossible par l'artillerie du fait que le terrain était accidenté et que les positions de l'ennemi sont bien protégées. Le jour où le 5e avion est abattu un Hélicoptére Puma dans la région Aouletis, à 40 km au sud de Bou Craa. 
Le Commandant Ali Bezzaa reçoit l'ordre de soutenir et d'appuyer avec son unité le 3e RIM le 6e RIM et aussi d'effectuer une contre-attaque afin de déloger les mercenaires du Polisario.
Le Commandant en quittant la position à la tête du 3e bataillon d'infanterie motorisée qu'il commande est mort au combat. Il est décédé à l'age de 38 ans, en laissant derrière lui son épouse et trois enfants respectivement de 10, 8 et 4 ans. 

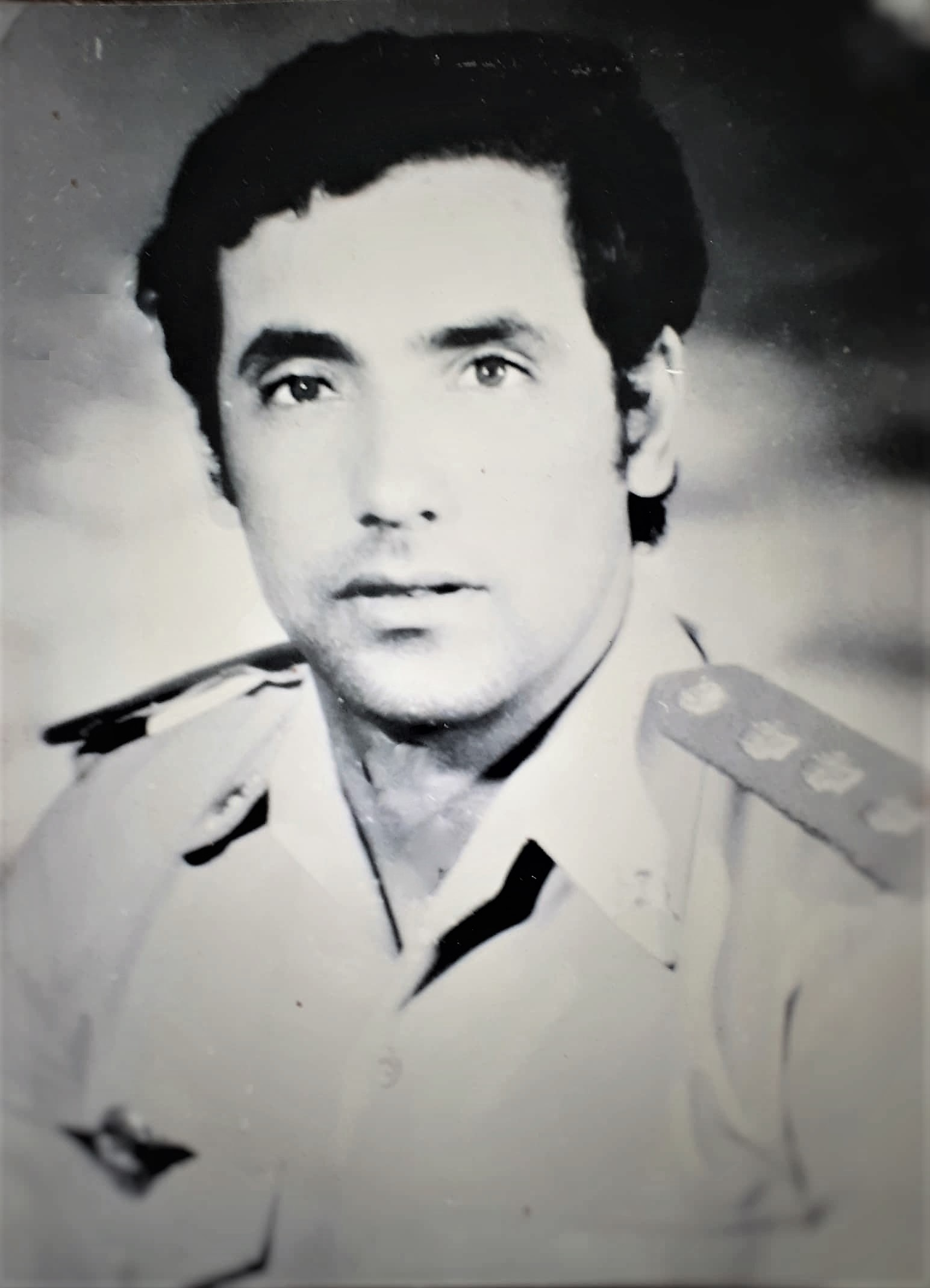
Commandant Ali Bezzaa 1978

### Carrière militaire
- 31 juin 1968 Promotion Académie royale militaire de Meknès.
- 7 juillet 1972 Stage de formation en Allemagne, en service à l'École de Bataillon de Chars.
- 14 mai 1973 Capitaine de l' Armée royale marocaine.
- 14 mai 1976 Commandant de l'Armée royale marocaine.
- 20 mai 1978 Commandant  au 10e RIM régiment d’Infanterie Motorisé force interafricaine "modérée" è la guerre au Zaïre.
- Commandement: 3e RIM Armée royale marocaine.
- Promu au grade de Lieutenant-colonel à titre posthume (22 octobre 1981)

### Corps successifs
- ARM École militaire de Dar El Beida
- 1 BLS Brigade Légère de Sécurité
- Forces Africaines à Likasi ZAIRE 10e RIM

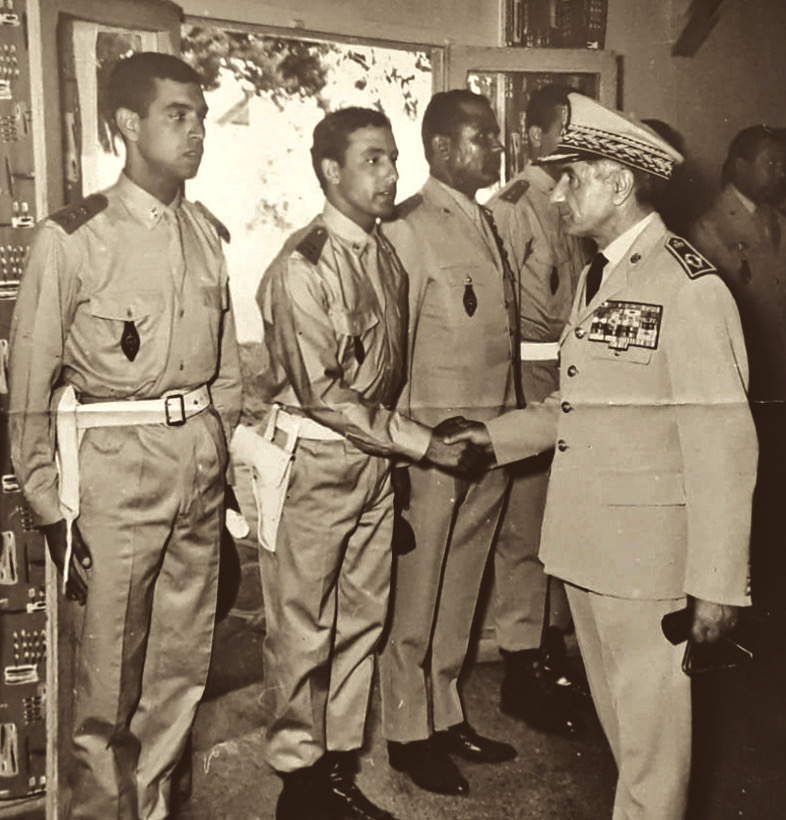
Commandant Ali Bezzaa - General Driss Ben Omar El Alami 1968

- 6e RIM / 10e RIM
- 3e Bataillon / 3e RIM

### Opérations militaires
- 6 novembre 1975 Marche verte
- Intervention marocaine Deuxième guerre du Shaba 1978 - 1979 SHABA II, Commandant des forces inter africaines à Likasi, Bataille de Kolwezi.
- Guerre du Sahara occidental
- Bataille de Gueltat Zemmour

## Décorations
- Zaire: Mobutu Sese Seko du Zaïre, décoré Médaille de la Croix zaïrois e de la vaillance militaire avec palme et la barrette "OPS SHABA mai 1978" aux membres héroïques de l'opération Leopard (6 juin 1978 Lubumbashi[6]).
- Honneur: Le "Roi Hassan II" décoré Médailles d'honneur[7] "Ordre Ouissam de la campagne du Zaïre" (4 septembre 1979 Ifrane) TC Min. 1:00[8]

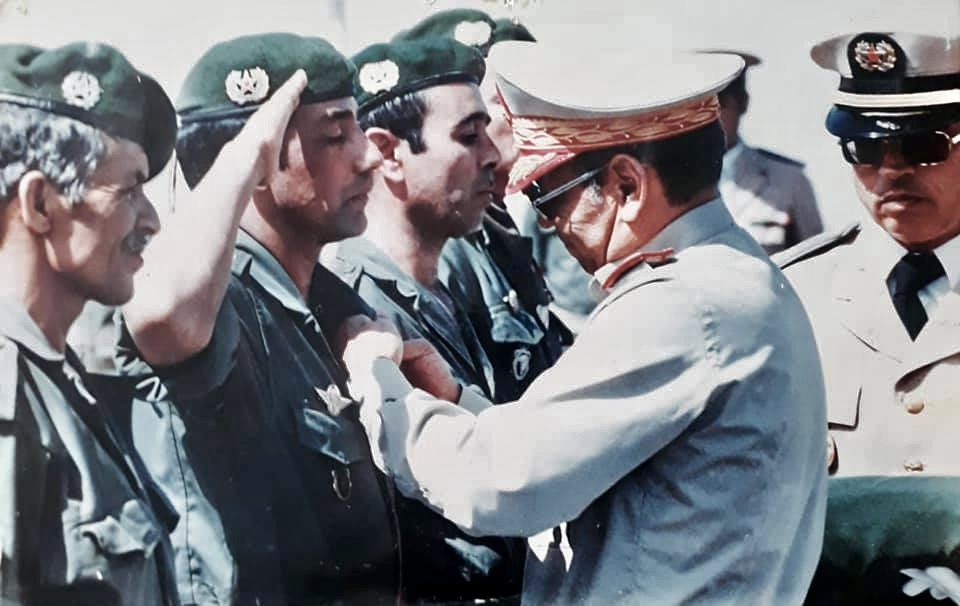
Cérémonie de décorations à des officiers Médailles d'honneur - Ifrane 1979, Roi Hassan II du Maroc, Général Med Abdeslam Sinaceur et Commandant Ali Bezzaa

- Cérémonie de décorations à des officiers Médailles d'honneur - Ifrane 1979,  Roi Hassan II du Maroc, Général Med Abdeslam Sinaceur et Commandant Ali Bezzaa Rebaptisé: la Rue A. Bezzaa à Khémisset[9].